# لي زيقي
لي زيقي (بالصينية: 李子柒) هي طاهية صينية، تقوم بنشر مقاطع فيديو لطهيها وطبخاتها وفيديوهات عن الحياة الريفية على الإنترنت وعلى اليوتيوب تحديدا. تقوم لي زيقي باستخدام تقنيات صينية تقليدية لطبخ اكلات ولصناعة أعمال يدوية، ويكون ذلك بالاستعانة بمكونات ومعدات بسيطة واساسية بشكل عام؛ الامر الذي جعلها مشهورة على الإنترنت.
منذ عام 2019، يوجد لزيقي أكثر من 13 ملايين مشترك على يوتيوب، و19 مليون متابع على سينا ويبو، وألهمت العديد من المدونين لنشر محتوى مشابه ومماثل.

## الحياة الشخصية
تعيش لي مع جدتها في ريف ميانيانغ بمقاطعة سيتشوان بجنوب غرب الصين. أصبحت زيقي يتيمة الوالدين في جيل صغير للغاية. عاشت لي في المدينة في أول شبابها، حيث كانت تكتسب عيشها عن طريق العمل كدي جي، لكن عندما توفي جدها، عادت للعيش مع جدتها من اجل ان تعتني بها.